# Nunataks Holladay
Os Nunataks Holladay (69° 31′ S, 159° 19′ L) são um grupo de nunataks a 3 milhas náuticas (6 km) de extensão, ocupando a parte central da península entre o ponto final da Geleira Tomilin e a Plataforma de gelo Gillett mapeada pelo Serviço Geológico dos Estados Unidos (USGS) a partir de levantamentos das fotos aéreas da Marinha dos Estados Unidos, 1960-63. Foi batizado pelo Advisory Committee on Antarctic Names (Comitê Consultivo para Nomes Antárticos) (US-ACAN) com o nome de Billy W. Holladay, Técnico-Chefe de Eletrônica de Aviação, Marinha dos Estados Unidos, que foi Chefe de Controle de Manutenção na Estação McMurdo durante a Operação Deep Freeze, em 1968.
 Este artigo incorpora material em domínio público  de United States Geological Survey   , documento "Nunataks Holladay" (conteúdo do Geographic Names Information System).